# Xinit
xinit est un programme informatique visant au lancement manuel d’un serveur X11. Le script startx est un script intermédiaire qui permet de lancer xinit. 
C'est un logiciel libre maintenu par le projet X.Org et distribué selon les termes de la licence X11. Sa dernière version a été réalisée en septembre 2013.

## Utilisation
Par défaut, xinit et startx démarrent le serveur X sur la machine hôte (variable locale display :0), puis lancent une instance xterm sur le serveur. On utilise ce programme pour lancer des logiciels, le plus souvent des gestionnaires de fenêtres.

## Alternatives
Il existe deux méthodes alternatives au lancement du serveur X : par l’utilisation d’un gestionnaire d'affichage ou par le démarrage du serveur suivi du lancement manuel d’un ou plusieurs clients. La première méthode est la plus couramment utilisée par les utilisateurs du système d’exploitation GNU/Linux.